# Jurgen Ceder
Jurgen Ceder, né le 11 juin 1963 à Alost est un homme politique belge flamand, membre du Vlaams Belang.
Il est licencié en droit (KUL) et fonctionnaire (en congé politique).
Il fut secrétaire du groupe Vlaams Blok au Conseil flamand (1992-1995).

## Fonctions politiques
- 2001- : conseiller communal à Dilbeek
- 1995-2014 : sénateur élu direct 
  - 2004-2007 : vice-président du Sénat